# Hummer
O Hummer foi uma marca de veículos SUVs pertencente a AM General e sua marca, assim como o direito de marketing, pertencente à GM. Foi desenvolvido a partir do HMMWV, originalmente um veículo de guerra que acabou caindo no gosto dos consumidores americanos e virou sucesso de vendas entre as SUVs.

## História

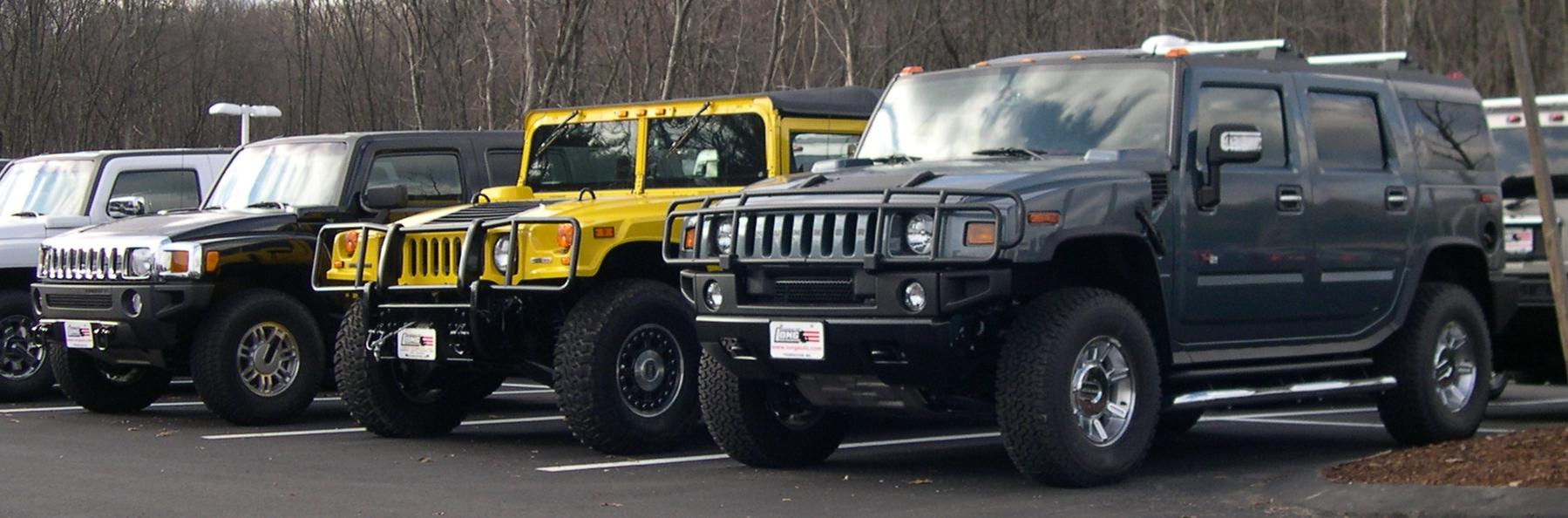
Hummer, modelos H3, H1 e H2.

Conhecido pelas suas ações na Guerra do Golfo, o Hummer, hoje, incorporou o espírito de aventura. Apesar de suas 3,1 toneladas o Hummer tem pneus avantajados que os fazem ignorar pedras, escalar barrancos e se comportar como um tanque. A força de sua tração vem do conjunto motor-câmbio da GM: um V8 6.5 turbo diesel, o mesmo usado na Chevrolet Silverado americana, controlado eletronicamente, que gera 195 cv a 3.400 RPM. O torque impressiona: são 59 mkgf a apenas 1.800 RPM. Isso significa que o carro precisa de pouca aceleração para vencer obstáculos. Na estrada, o Hummer alcança 90 km/h a 2.000 RPM. A fábrica informa que ele chega a 134 km/h . Mas é no barro que o Hummer se sente bem. Seus 40,6 cm de distância livres do solo e o fato das rodas estarem nas extremidades do carro fazem com que o Hummer vença qualquer obstáculo.
Segundo o fabricante, ele atravessa trechos alagados com até 76,2 cm de profundidade, sobe rampas de até 60% (27o) e aguenta inclinação lateral de 40%. O câmbio automático de 6 marchas tem seletor de reduzida que pode bloquear o diferencial. Os quatro freios a disco exigem pressão extra no pedal. Já o freio-motor é muito forte, especialmente na reduzida. Os discos de freio não estão nas rodas, mas nos diferenciais, e as rodas ligam-se ao diferencial diretamente por juntas homocinéticas. A direção hidráulica é superleve e o tanque de diesel, na verdade dois, tem a capacidade para armazenar até 159 litros. No painel, você encontra velocímetro, voltímetro, manômetro de óleo, termômetro de água, nível de combustível, relógio, pressão dos pneus, conta-giros, controlador de velocidade etc. O Hummer tem um equipamento chamado CTIS (Central Tire Inflation System), um compressor elétrico de ar que funciona movido por um pequeno motor. Para acionar, basta apertar um botão no painel. Tem ainda um manômetro (medidor de pressão) que possibilita a checagem da pressão dos pneus aos pares - traseiros e dianteiros. Dá para encher o pneu em movimento devido a uma tubulação que chega até ele pelo centro da roda. Quando a roda gira a tubulação não torce. Se um dos pneus furar, você desconecta as mangueiras ligadas aos outros três pneus para que apenas o vazio infle.

## Linha de tempo
- 1903: As raízes americanas do Hummer começam a surgir em 1903 quando a Standard Whell Company e a Terre Haute, uma indústria fabricante de bicicletas, decidiram entrar para o ramo de automóveis criando a Overland Automotive Division, apresentando o “Runabout”como seu primeiro automóvel.
- 1908; John North Willlys compra a Overland.
- 1912: A Willys-Overland Company era formada. A nova companhia começou a produzir a famosa série de veículos Willys Knight e depois introduziu o “Whippet”.
- 1940: Em defesa do esforço de guerra, Willys-Overland projetou o Jipe " original " e fabricou mais de 350,000 dos veículos legendários 4x4.
- 1953: A Willys-Overland foi comprada por Henry J. Kaiser que renomeou a companhia para Willys Motors Inc., que em seguida seria mudado Kaiser-Jeep Corporation, em seguida fecha um contrato com a companhia do já falecido Studebaker para fabricar caminhões militares.
- 1970: Comprada pela American Motors Corporation e renomeada para Jeep Corporation, a companhia operou duas unidades separadas – a Divisão de Produtos Comerciais e a Divisão de Produtos Gerais.
- 1971: A Divisão de Produtos Gerais deixa de existir e é adquirida como uma subsidiária da American Motors passando a ser AM General Corporation.
- 1979: A história do Hummer começou este ano com necessidade de desenvolver um veículo com vários propósitos (HMMWV) para satisfazer os mais altos padrões do Exército Norte-Americano.
- 1980: Em julho, o Hummer, protótipo da AM Genera foi testado no deserto de Nevada. Menos de um ano depois foi designado para algumas operações.
- 1981: O exército norte-americano premia o Fase 1 com o pedido de contrato para a AM General para o desenvolvimento de veículos protótipos.
- 1982: AM General entrega 11 veículos de protótipos para o Governo norte-americano.
- 1983: Em março, AM General foi premiada com um contrato de produção inicial de 55.000 veículos militares norte-americanos. A ampliação da empresa começa em abril. AM General Corporation era depois vendida através da American Motors para a LTV Corporation depois deste ano.
- 1984: Primeira produção do Hummer completatada.
- 1985: A produção do Hummer aumenta...
- 1986: Os escritórios da AM General se mudam para South Bend, Ind., em Livonia, Michigan.
- 1989: A AM General assina um contrato de aumento de produção para 33.333 veículos militares.
- 1990: Inicia o trabalho de design do civil Hummer.
- 1991: A AM General anuncia intenção de comercializar o Hummer para o público.
- 1992: 100.000º unidade militar do Hummer produzido. Entrega do primeiro Hummer para um civíl. Começa a produção do Hummer para civís. A companhia foi vendida para sua atual dona, a Renco Group, Inc.
- 1993: AM General amplia seus negócios militares assinando um contrato para a refabricação e modernização de mais de 2.400 veículos “fora de uso” de 2 ½ ton., série M44A2.
- 1994: Começa a produção do novo M35A3.
- 1994-95: O Exército norte-americano fecha um contrato adicional com a AM General para a produção de 1.200 e 8.800 HMMWV, para serem produzidos para o ano 2000. Estes trazem o total de veículos construídos e entregues para exército norte-americano.
- 1996: Primeiro Hummer turbo-diesel é apresentado ao Salão do Automóvel Norte Americano.
- 1999: É apresentado ao Salão do Automóvel Norte Americano com controle de tração nas 4 rodas e sistema de freio com antitravamento.
- 2010: No dia 25 de fevereiro a GM anuncia a extinção da Hummer, pois a Hummer apresentava problemas nas vendas desde a crise financeira de 2008-2009. A Hummer já estava praticamente vendida para a Sichuan Tengzhong Heavy Industrial Machinery Company, mas o governo Chinês impediu a compra.
- 2022: É lançado o Hummer eletrico, com o peso de 4,5 toneladas.[1]

## Modelos

### Hummer H1

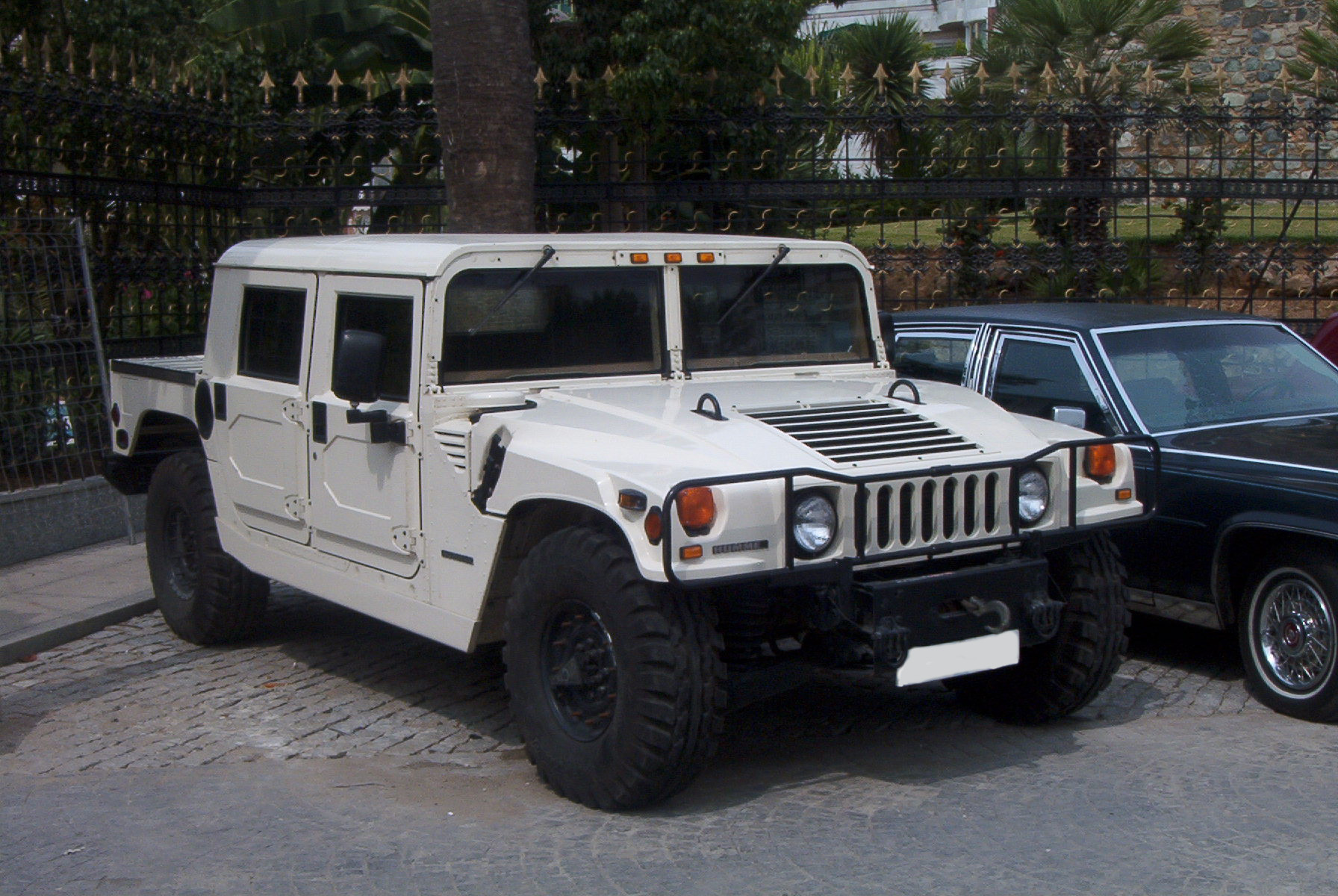
Hummer H1.

- H1 Alpha - versão maior e mais rústica do Hummer, é praticamente o veículo usado pelo Exército dos Estados Unidos.

### Hummer H2

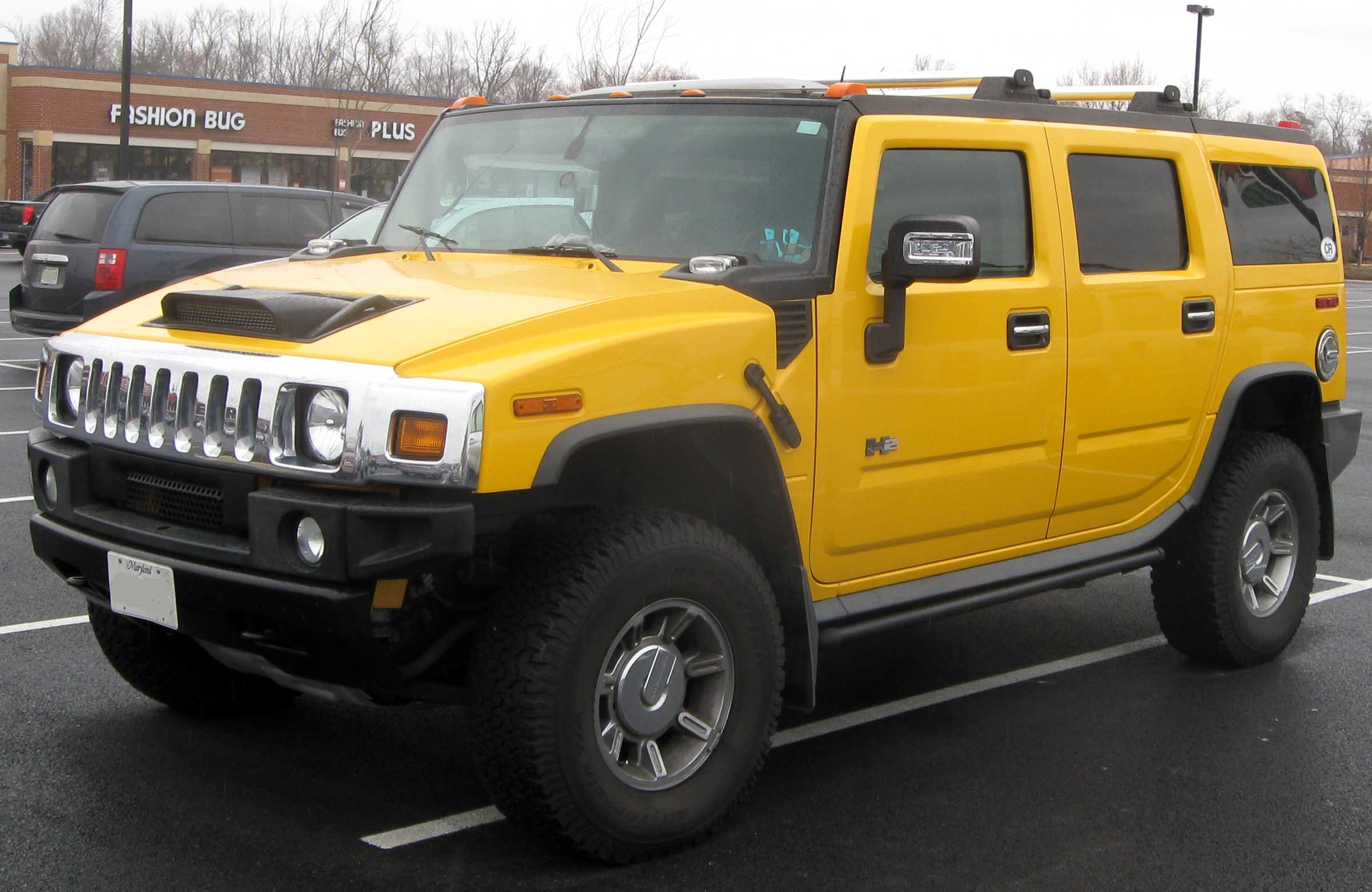
Hummer H2.

- H2 Wagon - versão mais bem acabada do Hummer, sucesso de vendas nos EUA. Versão SUV do H2.
- H2 Sut - versão pickup do H2.

### Hummer H3

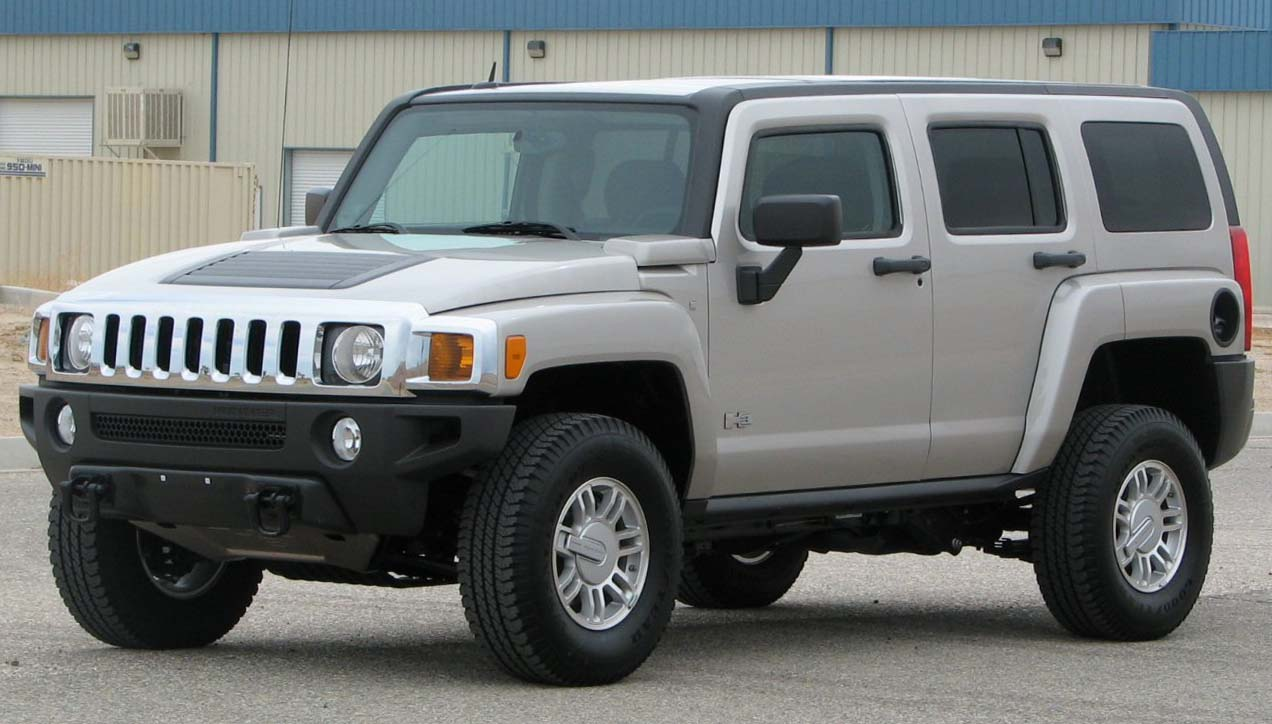
Hummer H3.

- H3 - versão menor mais acessível do Hummer, também é sucesso de vendas nos EUA.
- H3T - versão pick up do H3.

### Conceitos
- Hummer HX Concept